# Making a Murderer
Making a Murderer ist eine US-amerikanische Dokumentar-Serie des Video-on-Demand-Anbieters Netflix aus dem Jahr 2015. Die über einen Zeitraum von 10 Jahren produzierte Serie schildert die Ereignisse um Steven Avery aus dem US-Bundesstaat Wisconsin, der 18 Jahre unschuldig in Haft saß. 2005 wurde er des Mordes an der 25-jährigen Teresa Halbach beschuldigt und für schuldig befunden, obwohl er erneut auf unschuldig plädierte. Er wurde zu lebenslanger Haft verurteilt und im Waupun Correctional Gefängnis eingeliefert. Mit ihm wurde auch sein Neffe Brendan Dassey wegen Beihilfe am Mord von Halbach angeklagt und verurteilt.
Der Fall Avery wurde, speziell nach der Ausstrahlung der Netflix-Serie, kontrovers im Manitowoc County (in dem der Fall stattfand) sowie im In- und Ausland diskutiert, da die zur Verurteilung Averys vorgebrachten Beweise und Indizien zweifelhaft waren.

## Handlung
Die Serie setzt sich aus Aufnahmen aus Gerichtsprozessen und Interviews zusammen sowie aus Videoaufzeichnungen von Polizeiverhören und mitgeschnittenen Anrufen aus Gefängnissen. Erzählt wird die Geschichte von Steven Avery aus Wisconsin, der 1985 wegen Vergewaltigung zu lebenslanger Haft verurteilt wurde, obwohl er sich unschuldig bekannte und Indizien gegen seine Schuld sprachen. 2003, nach 18-jähriger Haft, wurde durch eine DNA-Analyse Averys Unschuld bewiesen, der daraufhin aus der Haft entlassen wurde. Nach seiner Haftentlassung verklagte er die für seine Verurteilung Verantwortlichen auf 36 Millionen US-Dollar Schadensersatz.
Am 31. Oktober 2005 kam die 25-jährige Teresa Halbach auf das Anwesen des Avery Autoschrottplatzes, um sich mit Steven Avery zu treffen und um Fotos von einem zum Verkauf stehenden Minivan zu machen. Halbach wurde danach nicht mehr lebend gesehen. Avery wurde danach der Vergewaltigung und des Mordes an Halbach beschuldigt und am 11. November 2005 festgenommen. Avery beteuerte erneut seine Unschuld und warf den Behörden vor, ihm den Mord anzuhängen, um nicht Schadensersatz an ihn bezahlen zu müssen.
Im Laufe der Ermittlungen wurde der 16-jährige Neffe Averys, Brendan Dassey, durch Polizisten verhört, ohne dass sein Anwalt oder seine Mutter Barb Tadych anwesend waren. Dassey gab an, mit seinem Onkel Halbach vergewaltigt, ermordet und verbrannt zu haben. Später widerrief Dassey sein Geständnis und gab an, den Polizisten gesagt zu haben, was sie hören wollten. In einem Telefonat mit seiner Mutter gab Dassey an, „die Antworten im Verhör geraten zu haben, denn so würde er es auch in der Schule machen“. Seine Frage, ob er nach einem Geständnis nach Hause gehen könne, beantworteten die Polizisten mit Ja.
Len Kachinsky, der Pflichtverteidiger von Dassey, ließ seinen Ermittler ein weiteres Geständnis von Dassey abringen – anstatt Dasseys Unschuld zu beweisen. Dassey beantragte daraufhin bei Richter Patrick Willis, einen neuen Pflichtverteidiger zugestellt zu bekommen. Dieser lehnte ab. Erst bei einer zweiten Anfrage wurde Kachinsky seiner Aufgabe entbunden.
Auf Grund Dasseys Geständnis wurde Avery 2007 zu lebenslanger Haft ohne Möglichkeit auf frühzeitige Entlassung verurteilt. Dassey wurde zu einer 32-jährigen Haftstrafe verurteilt.
Dasseys erster Anwalt, Kachinsky, wurde durch Dasseys neue Anwälte Steven Drizin, Robert Dvorak und Laura Nirider vor Gericht geladen mit dem Vorwurf, dass er seinen Pflichten als Verteidiger nicht nachgekommen sei. Drizin, Dvorak und Nirider versuchten – inzwischen erfolgreich (Stand Januar 2016) –, den Fall vor ein Bundesgericht zu bringen und den Fall Dassey neu aufzurollen.
Im August 2016 ordnete ein Richter in Milwaukee an, Dassey innerhalb von 90 Tagen freizulassen, sofern es keinen Einspruch von staatlicher Seite gibt. Er begründete das mit der Verhörführung der ermittelnden Beamten und den Versprechungen, welche in Folge zu einem Geständnis geführt hatten. Steve Avery selbst wurde aber gerade aufgrund dieses Geständnisses verurteilt. Obwohl ein aus drei Richtern bestehendes Gremium des 7. Bezirks die Entscheidung von Richter Duffin bestätigte Dassey freizulassen, entschied ein En-Banc-Gremium aus sieben Richtern des Berufungsgerichts für die Aufrechterhaltung des ursprünglichen Urteils. Die zuständige Polizei hätte Dasseys Geständnis ordnungsgemäß eingeholt. Dasseys Berufung gegen diese En-Banc-Entscheidung des 7. Gerichtsbezirks wurde im Juni 2018 vom Obersten Gerichtshof der USA abgelehnt. Damit bestehen keine juristischen Optionen mehr, gegen das Urteil vorzugehen.

## Dargestellte Personen
Familie Avery
- Steven Avery – Hauptangeklagter
- Allan Avery – Steven Averys Vater
- Dolores Avery – Steven Averys Mutter
- Brendan Dassey – Nebenangeklagter, Steven Averys Neffe
- Bobby Dassey – Brendan Dasseys Bruder
- Barb Tadych – Brendan Dasseys Mutter und Steven Averys Schwester
- Scott Tadych – Brendan Dasseys Stiefvater, Barb Tadychs Ehemann

Opfer
- Penny Beernsten – Vergewaltigungsopfer, Verurteilung und später Freispruch für Steven Avery
- Teresa Halbach – Mordopfer, Verurteilung für Steven Avery

Anwälte der Verteidigung
- Len Kachinsky – Rechtsanwalt, Brendan Dasseys erster Anwalt
- Dean Strang – Rechtsanwalt für Steven Avery
- Jerry Buting – Rechtsanwalt für Steven Avery
- Steven Drizin – Rechtsanwalt für Brendan Dassey (Nach-Verhandlung)
- Robert Dvorak – Rechtsanwalt für Brendan Dassey (Nach-Verhandlung)
- Laura Nirider – Rechtsanwältin für Brendan Dassey (Nach-Verhandlung)
- Kathleen Zellner – Rechtsanwältin für Steven Avery

Anwälte der Anklage
- Ken Kratz – Special Prosecutor und District Attorney des Calumet County, Wisconsin
- Denis Vogel – Manitowoc County District Attorney
- Peg Lautenschlager – Generalstaatsanwalt von Wisconsin

Richter
- Patrick Willis – Richter in Averys und Dasseys Fällen
- Fred H. Hazlewood – Richter im Halbach Mordfall

Polizei
- James Lenk – Lieutenant des Manitowoc County Sheriffs Department
- Andrew Colborn – Sergeant des Manitowoc County Sheriffs Department
- Kenneth Peterson – Manitowoc County Sheriff während des Halbachs Mordfalls
- Tom Fassbender – Ermittler des Wisconsin Department of Justice
- Mark Wiegert – Sergeant des Calumet County Sheriffs Department
- Gene Kusche – Manitowoc County Chief Deputy Sheriff
- Tom Kocourek – Manitowoc County Sheriff in den 1980ern
- Judy Dvorak – Deputy des Manitowoc County Sheriffs Department

Weitere
- Gregory Allen – Verübte die Vergewaltigung, für die Steven Avery 1985 unschuldig verurteilt wurde

## Produktion
Geschrieben und gefilmt wurde die 20-teilige Serie von Laura Ricciardi und Moira Demos, die über einen Zeitraum von 10 Jahren ihre Aufnahmen machten. 2005 waren die beiden Film-Abschlussstudentinnen der Columbia University, als sie einen Artikel über den Steven-Avery-Fall in der New York Times lasen. Danach beschlossen sie, darüber eine Dokumentation zu drehen. Anstatt einen 90-minütigen Film zu drehen, der auf einem Filmfestival oder einer Kriminalfälle-Konferenz hätte gezeigt werden können, wollten die beiden eine Serien-Dokumentation erstellen. Sie boten diese HBO, PBS und weiteren Fernsehsendern an, die alle ablehnten. 2013 konnten sie Netflix überzeugen, eine Serie zu produzieren.
Am Ende der Dokumentation hatten Ricciardi und Demos über 500 Stunden Filmmaterial von Interviews und Aufnahmen gemacht, zu denen 180 Stunden Filmmaterial während der Gerichtsverfahren hinzukamen. Die Filmemacherinnen interviewten unter anderem die Eltern Steven Averys, seine Schwester Barb Tadych und deren Sohn Bobby Dassey (Brendan Dasseys Bruder) sowie den Bruder von Teresa Halbach. Ken Kratz, Special Prosecutor und District Attorney des Calumet County ignorierte ihre Interviewanfragen. Mit Steven Avery konnten die Filmemacherinnen nur telefonisch Interviews führen; ein Termin vor Ort wurde ihnen vom Sheriff und den Gefängnisbehörden mit der Begründung, es gäbe ein Sicherheitsrisiko, nicht gestattet. Die ersten 10 Teile der Serie waren per 12. Dezember 2015 weltweit über das Internet abrufbar, die zweite Staffel folgte am 19. Oktober 2018.

## Episodenliste

### Staffel 1
Die erste Staffel zeichnet hauptsächlich den Zeitraum zwischen 1985 und 2007 auf und schildert Averys Verhaftung und Verurteilung im Jahr 1985, seine anschließende Entlastung und Freilassung, die Zivilklage, die Avery gegen Manitowoc County einreichte, seine Verhaftung im Jahr 2005 und seinen darauffolgenden Prozess und seine Verurteilung im Jahr 2007. Außerdem wird die Verhaftung, Strafverfolgung und Verurteilung von Dassey dargestellt, wobei der Schwerpunkt auf den Vorwürfen der Nötigung und der Unfähigkeit des Anwalts liegt.
| Nummer | Titel (Deutschland)       | Originaltitel                       | Erstausstrahlung (Internet) | Beteiligte |
| ------ | ------------------------- | ----------------------------------- | --------------------------- | --- |
| 1      | 18 verlorene Jahre        | Eighteen Years Lost                 | 18. Dez. 2015               | Steven, Arland, Allan und Dolores Avery, Ken Kratz, Kim Ducat                                                                                              |
| 2      | Gegenangriff              | Turning the Tables                  | 18. Dez. 2015               | Steven und Dolores Avery, Kim Ducat |
| 3      | In Bedrängnis             | Plight of the Accused               | 18. Dez. 2015               | Steven, Allan, Chuck und Dolores Avery, Dean Strang, Jerry Buting, Ken Kratz, Brendan Dassey                                                               |
| 4      | Wehrlos                   | Indefensible                        | 18. Dez. 2015               | Steven, Allan und Dolores Avery, Dean Strang, Jerry Buting, Brendan Dassey, Len Kachinsky                                                                  |
| 5      | Der logische Ansatz       | The Last Person to See Teresa Alive | 18. Dez. 2015               | Steven, Allan und Dolores Avery, Dean Strang, Jerry Buting, Ken Kratz, Brendan Dassey, Len Kachinsky                                                       |
| 6      | Beweise auf dem Prüfstand | Testing the Evidence                | 18. Dez. 2015               | Steven Avery, Dean Strang, Jerry Buting |
| 7      | Schuldzuweisungen         | Framing Defense                     | 18. Dez. 2015               | Steven, Allan und Dolores Avery, Dean Strang, Jerry Buting, Ken Kratz, Brendan Dassey                                                                      |
| 8      | Die große Last            | The Great Burden                    | 18. Dez. 2015               | Steven, Allan und Dolores Avery, Dean Strang, Jerry Buting, Barb Tadych, Ken Kratz, Kim Ducat                                                              |
| 9      | Mangelnde Demut           | Lack of Humility                    | 18. Dez. 2015               | Steven und Dolores Avery, Dean Strang, Jerry Buting, Barb Tadych, Ken Kratz, Brendan Dassey                                                                |
| 10     | Überlebenskampf           | Fighting for Their Lives            | 18. Dez. 2015               | Steven, Allan und Dolores Avery, Laura Nirider, Dean Strang, Jerry Buting, Barb Tadych, Ken Kratz, Brendan Dassey, Steven Drizin, Kim Ducat, Len Kachinsky |

### Staffel 2
Die zweite Staffel untersucht die Nachwirkungen der Verurteilungen von Avery und Dassey und konzentriert sich dabei auf deren Familien, die Ermittlungen und Erkenntnisse von Averys neuer Anwältin Kathleen Zellner. Sie geht von der Unschuld ihrer Mandanten aus und ist davon überzeugt, dass ihm und Dassey der Mord an Halbach angelastet werden soll. Die Rechtsanwältin argumentierte, dass sein Geständnis von der Staatsanwaltschaft erzwungen worden sei und seine verfassungsmäßigen Rechte verletzt worden seien.
| Nummer | Titel (Deutschland)      | Originaltitel         | Erstausstrahlung (Internet) | Beteiligte |
| ------ | ------------------------ | --------------------- | --------------------------- | --- |
| 11     | Nummer 18                | Number 18             | 19. Okt. 2018               | Steven, Allan und Dolores Avery, Laura Nirider, Kathleen Zellner, Barb Tadych, Steven Drizin                                         |
| 12     | Aufgrund von Worten      | Words And Words Only  | 19. Okt. 2018               | Steven, Chuck, Earl, Allan und Dolores Avery, Laura Nirider, Dean Strang, Kathleen Zellner, Steven Drizin                            |
| 13     | Ein juristisches Wunder  | A Legal Miracle       | 19. Okt. 2018               | Steven und Dolores Avery, Jerry Buting, Kathleen Zellner, Barb Tadych, Steven Drizin, Kim Duca, Len Kachinsky                        |
| 14     | Willkommen in Wisconsin  | Welcome to Wisconsin  | 19. Okt. 2018               | Steven und Dolores Avery, Laura Nirider, Kathleen Zellner, Barb Tadych, Len Kachinsky                                                |
| 15     | Was + Warum = Wer        | What + Why = Who      | 19. Okt. 2018               | Steven, Earl, Chuck, Allan und Dolores Avery, Laura Nirider, Dean Strang, Jerry Buting, Kathleen Zellner, Barb Tadych, Steven Drizin |
| 16     | Alles braucht seine Zeit | Everything Takes Time | 19. Okt. 2018               | Steven und Dolores Avery, Laura Nirider, Kathleen Zellner                                                                            |
| 17     | Beweisstück FL           | Item FL               | 19. Okt. 2018               | Steven und Dolores Avery, Laura Nirider, Kathleen Zellner                                                                            |
| 18     | Besondere Sorgfalt       | Special Care          | 19. Okt. 2018               | Steven und Dolores Avery, Laura Nirider, Kathleen Zellner                                                                            |
| 19     | Freitagnacht             | Friday Nite           | 19. Okt. 2018               | Steven und Dolores Avery, Laura Nirider, Kathleen Zellner                                                                            |
| 20     | Vertraue niemandem       | Trust No One          | 19. Okt. 2018               | Steven und Dolores Avery, Laura Nirider, Kathleen Zellner                                                                            |

## Kritiken
Die Kritik war insgesamt positiv. Auf Rotten Tomatoes äußerten sich 96 % positiv (ausgewertet wurden 114 Kritiken). Unter anderem hieß es dort:
„Über einen Zeitraum von 10 Jahren gefilmt, zeigt Making a Murderer einen beispiellosen aus dem realen Leben entnommenen Thriller über einen durch eine DNA-Analyse Freigesprochenen. Dieser findet sich, in mitten einer korrupten lokalen Polizeibehörde, als Hauptverdächtiger in einem grauenhaften neuen Mordfall wieder.“
Die New York Times schrieb: „Die Serie präsentiert zwei populäre Erklärungen für Herrn Averys scheinbar nicht eingängige Geschichte. Es stellt sich die Frage, ob er scheinbar unschuldig verurteilt wurde und der Gefängnisaufenthalt aus ihm einen brutalen Mörder machte? Oder ob der Mord aus ihm ein Mörder gemacht – in anderen Worten durch die Polizeibehörde und Beschäftigte des Manitowoc Countys, Wisconsin, konstruiert wurde, da sie durch das zu Tage kommen der unschuldigen Verurteilung Averys und der damit verbundenen Schadensersatzklage erzürnt und peinlich berührt waren?“
Auf der anderen Seite wurden auch kritische Stimmen laut, wonach die Produzenten die Geschichte und den Prozess um Steven Avery nicht richtig wiedergegeben hätten. Laut dem ehemaligen Bezirksstaatsanwalt von Calumet wurde Averys erstmalige Verurteilung wegen Tierquälerei in der Serie heruntergespielt. Avery behauptete, er habe eine Katze über ein Lagerfeuer geworfen und sie hätte dabei Feuer gefangen. In Wirklichkeit tauchte er das Tier in Benzin und warf es dann ins Feuer.
Die Zeitschrift People schrieb: „Die […] Serie legt nahe, dass die Ermittler Avery – der zu einer lebenslangen Haftstrafe ohne Chance auf Bewährung verurteilt wurde – für den Mord an Halbach verantwortlich gemacht haben, als Vergeltung für eine 36-Millionen-Dollar-Klage, die er gegen Manitowoc County und die Behörden eingereicht hatte. Giordana, [die Tante der Ermordeten] ihrerseits ist schockiert über die Reaktionen der Zuschauer auf die Show. ‚Ich war sehr verärgert, aber ich weiß, dass die richtigen Leute die Wahrheit kennen‘, sagt sie. ‚Es entspricht nicht annähernd dem, was wirklich passiert ist. Jeder hat seine eigene Seite einer Geschichte. Das ist die Seite der Familie Avery. Ich würde nicht erwarten, dass es anders ist. Sie halten ihn für unschuldig. Ich bin nicht überrascht. Ich bin überrascht, dass jemand das auf diese Weise zusammenfasst und es einseitig macht.‘“

## Petitionen
Per 20. Dezember 2015 lief auf petitions.whitehouse.gov eine Online-Petition, die sich für eine Begnadigung Steven Averys und Brendan Dasseys einsetzte. Am 6. Januar 2016, 17 Tage nach Beginn der Petition, wurden die nötigen 100.000 Unterschriften erreicht, um eine Antwort durch das Weiße Haus zu erhalten. Bis zum 7. Januar 2016 hatten fast 130.000 Menschen die Petition unterzeichnet, worauf das Weiße Haus durch sein We The People-Team eine Antwort hinterließ. In dieser wurde darauf hingewiesen, dass Präsident Barack Obama ausschließlich in Fällen gegen die Vereinigten Staaten eine Begnadigung gewähren kann. Averys Fall dagegen liege in der Judikative des Staates Wisconsin.
Ebenso wurde im Dezember 2015 auf change.org eine Petition gestartet, die an Präsident Obama und an Scott Walker, den Gouverneur von Wisconsin gerichtet wurde. Bis Juni 2017 hatten über 536.713 Menschen diese unterzeichnet.